# Championnat d'Amérique du Nord, centrale et Caraïbe de football des moins de 17 ans 2011
Navigation
Mexique 2009 Panama 2013
Le Championnat d'Amérique du Nord, centrale et Caraïbe de football des moins de 17 ans 2011 est la quinzième édition du Championnat d'Amérique du Nord, centrale et Caraïbe de football des moins de 17 ans, qui se déroule en Jamaïque, du  14 au 27 février 2011.

## Stades
Le tournoi devait se dérouler dans deux villes, mais Trelawny a été abandonné après une inspection par la CONCACAF quatre jours avant le début du tournoi, parce qu'il n'y avait pas d'herbe.Par conséquent, la compétition se déroule dans deux stades de Montego Bay.
| Montego Bay    | Montego Bay            |
| -------------- | ---------------------- |
| Jarrett Park   | Catherine Hall Stadium |
| Capacity: 4000 | Capacity: 8000         |

## Premier tour

### Équipes qualifiées
- Barbade
- Canada
- Costa Rica
- Cuba
- États-Unis
- Guatemala
- Haïti
- Honduras
- Jamaïque (Pays-hôte)
- Panama
- Salvador
- Trinité-et-Tobago

### Chapeaux
| Pot 1                                           | Pot 2                                    | Pot 3                                        |
| ----------------------------------------------- | ---------------------------------------- | -------------------------------------------- |
| - Jamaïque - États-Unis - Honduras - Costa Rica | - Salvador - Guatemala - Canada - Panama | - Cuba - Trinité-et-Tobago - Haïti - Barbade |

### Groupe A
| Rang | Équipe     | Pts | J | G | N | P | Bp | Bc | Diff |
| ---- | ---------- | --- | - | - | - | - | -- | -- | ---- |
| 1    | Costa Rica | 6   | 2 | 2 | 0 | 0 | 6  | 3  | +3   |
| 2    | Salvador   | 3   | 2 | 1 | 0 | 1 | 5  | 3  | +2   |
| 3    | Haïti      | 0   | 2 | 0 | 0 | 2 | 1  | 6  | -5   |

| 14 février 2011 | Haïti      | 1 – 3 | Costa Rica                                   | Catherine Hall Stadium, Montego Bay              |                                                  |
| 12:30           | Cherry 23e |       | Quiros 22e · Leiva 43e · John Jaïro Ruiz 47e | Spectateurs : 200 Arbitrage : Juan Carlos Guerra | Spectateurs : 200 Arbitrage : Juan Carlos Guerra |
| 12:30           | Rapport    |       |                                              | Spectateurs : 200 Arbitrage : Juan Carlos Guerra | Spectateurs : 200 Arbitrage : Juan Carlos Guerra |

| 16 février 2011 | Salvador | 3 – 0 | Haïti | Jarrett Park, Montego Bay |
| 12:30           |          |       |       |                           |
|                 | Rapport  |       |       |                           |

| 18 février 2011 | Costa Rica                    | 3 – 2 | Salvador                | Jarrett Park, Montego Bay   |                             |
| 12:30           | John Jaïro Ruiz 16e 45+2e 73e |       | Iraheta 32e · Mejia 47e | Arbitrage : Kenville Holder | Arbitrage : Kenville Holder |
| 12:30           | Rapport                       |       |                         | Arbitrage : Kenville Holder | Arbitrage : Kenville Holder |

### Groupe B
| Rang | Équipe     | Pts | J | G | N | P | Bp | Bc | Diff |
| ---- | ---------- | --- | - | - | - | - | -- | -- | ---- |
| 1    | États-Unis | 6   | 2 | 2 | 0 | 0 | 4  | 1  | +3   |
| 2    | Panama     | 1   | 2 | 0 | 1 | 1 | 0  | 1  | -1   |
| 3    | Cuba       | 1   | 2 | 0 | 1 | 1 | 1  | 3  | -2   |

| 14 février 2011 | Cuba      | 1 – 3 | États-Unis                                 | Catherine Hall Stadium, Montego Bay             |                                                 |
| 15:00           | Lopez 68e |       | Koroma 27e · Oliver 46e · E. Rodriguez 51e | Spectateurs : 548 Arbitrage : Enrico Wijngaarde | Spectateurs : 548 Arbitrage : Enrico Wijngaarde |
| 15:00           | Rapport   |       |                                            | Spectateurs : 548 Arbitrage : Enrico Wijngaarde | Spectateurs : 548 Arbitrage : Enrico Wijngaarde |

| 16 février 2011 | Panama  | 0 – 0 | Cuba | Jarrett Park, Montego Bay               |                                         |
| 15:00           |         |       |      | Spectateurs : 261 Arbitrage : Paul Ward | Spectateurs : 261 Arbitrage : Paul Ward |
| 15:00           | Rapport |       |      | Spectateurs : 261 Arbitrage : Paul Ward | Spectateurs : 261 Arbitrage : Paul Ward |

| 18 février 2011 | États-Unis | 1 – 0 | Panama | Jarrett Park, Montego Bay                       |                                                 |
| 15:00           | Oliver 50e |       |        | Spectateurs : 290 Arbitrage : Enrico Wijngaarde | Spectateurs : 290 Arbitrage : Enrico Wijngaarde |
| 15:00           | Rapport    |       |        | Spectateurs : 290 Arbitrage : Enrico Wijngaarde | Spectateurs : 290 Arbitrage : Enrico Wijngaarde |

### Groupe C
| Rang | Équipe            | Pts | J | G | N | P | Bp | Bc | Diff |
| ---- | ----------------- | --- | - | - | - | - | -- | -- | ---- |
| 1    | Jamaïque          | 4   | 2 | 1 | 1 | 0 | 3  | 2  | +1   |
| 2    | Trinité-et-Tobago | 4   | 2 | 1 | 1 | 0 | 3  | 2  | +1   |
| 3    | Guatemala         | 0   | 2 | 0 | 0 | 2 | 0  | 2  | -2   |

- La CONCACAF a réalisé un tirage au sort pour déterminer le vainqueur du groupe, qui a été remportée par la Jamaïque.

| 15 février 2011 | Jamaïque               | 2 – 2 | Trinité-et-Tobago | Catherine Hall Stadium, Montego Bay                     |                                                         |
| 15:00           | Wright 41e · Lewis 77e |       | Henry 56e 63e     | Spectateurs : 4 400 Arbitrage : Ricardo Arellano Nieves | Spectateurs : 4 400 Arbitrage : Ricardo Arellano Nieves |
| 15:00           | Rapport                |       |                   | Spectateurs : 4 400 Arbitrage : Ricardo Arellano Nieves | Spectateurs : 4 400 Arbitrage : Ricardo Arellano Nieves |

| 17 février 2011 | Guatemala | 0 – 1 | Trinité-et-Tobago | Jarrett Park, Montego Bay                   |                                             |
| 15:00           |           |       | Noel 90e          | Spectateurs : 600 Arbitrage : Trevor Taylor | Spectateurs : 600 Arbitrage : Trevor Taylor |
| 15:00           | Rapport   |       |                   | Spectateurs : 600 Arbitrage : Trevor Taylor | Spectateurs : 600 Arbitrage : Trevor Taylor |

| 19 février 2011 | Jamaïque   | 1 – 0 | Guatemala | Catherine Hall Stadium, Montego Bay           |                                               |
| 15:30           | Wright 45e |       |           | Spectateurs : 6 563 Arbitrage : Elmer Bonilla | Spectateurs : 6 563 Arbitrage : Elmer Bonilla |
| 15:30           | Rapport    |       |           | Spectateurs : 6 563 Arbitrage : Elmer Bonilla | Spectateurs : 6 563 Arbitrage : Elmer Bonilla |

### Groupe D
| Rang | Équipe   | Pts | J | G | N | P | Bp | Bc | Diff |
| ---- | -------- | --- | - | - | - | - | -- | -- | ---- |
| 1    | Canada   | 4   | 2 | 1 | 1 | 0 | 8  | 0  | +8   |
| 2    | Honduras | 4   | 2 | 1 | 1 | 0 | 2  | 1  | +1   |
| 3    | Barbade  | 0   | 2 | 0 | 0 | 2 | 1  | 10 | -9   |

| 15 février 2011 | Barbade     | 1 – 2 | Honduras                   | Catherine Hall Stadium, Montego Bay                |                                                    |
| 12:30           | Prescod 15e |       | Rochez 62e · Velasquez 90e | Spectateurs : 4 400 Arbitrage : Hugo Alvarado Cruz | Spectateurs : 4 400 Arbitrage : Hugo Alvarado Cruz |
| 12:30           | Rapport     |       |                            | Spectateurs : 4 400 Arbitrage : Hugo Alvarado Cruz | Spectateurs : 4 400 Arbitrage : Hugo Alvarado Cruz |

| 17 février 2011 | Canada                                                                    | 8 – 0 | Barbade | Jarrett Park, Montego Bay                  |                                            |
| 12:30           | Petrasso 12e 29e 56e · Jalali 14e · Nanco 23e · Aleman 33e 47e · Cain 73e |       |         | Spectateurs : 400 Arbitrage : Jafeth Perea | Spectateurs : 400 Arbitrage : Jafeth Perea |
| 12:30           | Rapport                                                                   |       |         | Spectateurs : 400 Arbitrage : Jafeth Perea | Spectateurs : 400 Arbitrage : Jafeth Perea |

| 19 février 2011 | Honduras | 0 – 0 | Canada | Catherine Hall Stadium, Montego Bay             |                                                 |
| 12:30           |          |       |        | Spectateurs : 1 500 Arbitrage : Valdin Legister | Spectateurs : 1 500 Arbitrage : Valdin Legister |
| 12:30           | Rapport  |       |        | Spectateurs : 1 500 Arbitrage : Valdin Legister | Spectateurs : 1 500 Arbitrage : Valdin Legister |

## Tour final

### Quarts-de-finale
| 22 février 2011 | Costa Rica | 0 – 1 | Panama       | Catherine Hall Stadium, Montego Bay                   |                                                       |
| 12:00           |            |       | Stephens 76e | Spectateurs : 228 Arbitrage : Ricardo Arellano Nieves | Spectateurs : 228 Arbitrage : Ricardo Arellano Nieves |
| 12:00           | Rapport    |       |              | Spectateurs : 228 Arbitrage : Ricardo Arellano Nieves | Spectateurs : 228 Arbitrage : Ricardo Arellano Nieves |

| 22 février 2011 | États-Unis                                | 3 – 2 a. p. | Salvador                      | Catherine Hall Stadium, Montego Bay |                             |
| 15:00           | Guido 5e · M. Rodriguez 96e · Pelosi 111e |             | Pena 9e · Iraheta 120e (pen.) | Arbitrage : Valdin Legister         | Arbitrage : Valdin Legister |
| 15:00           | Rapport                                   |             |                               | Arbitrage : Valdin Legister         | Arbitrage : Valdin Legister |

| 23 février 2011 | Canada                 | 2 – 0 | Trinité-et-Tobago | Catherine Hall Stadium, Montego Bay         |                                             |
| 12:00           | Nanco 15e · Aleman 20e |       |                   | Spectateurs : 300 Arbitrage : Elmer Bonilla | Spectateurs : 300 Arbitrage : Elmer Bonilla |
| 12:00           | Rapport                |       |                   | Spectateurs : 300 Arbitrage : Elmer Bonilla | Spectateurs : 300 Arbitrage : Elmer Bonilla |

| 23 février 2011 | Jamaïque       | 2 – 1 | Honduras   | Catherine Hall Stadium, Montego Bay               |                                                   |
| 15:00           | Wright 13e 46e |       | Rochez 65e | Spectateurs : 5 600 Arbitrage : Enrico Wijngaarde | Spectateurs : 5 600 Arbitrage : Enrico Wijngaarde |
| 15:00           | Rapport        |       |            | Spectateurs : 5 600 Arbitrage : Enrico Wijngaarde | Spectateurs : 5 600 Arbitrage : Enrico Wijngaarde |

### Demi-finales
| 25 février 2011 | Panama  | 0 – 1 | Canada | Catherine Hall Stadium, Montego Bay |                           |
| 15:00           |         |       |        | Arbitrage : Trevor Taylor           | Arbitrage : Trevor Taylor |
| 15:00           | Rapport |       |        | Arbitrage : Trevor Taylor           | Arbitrage : Trevor Taylor |

| 25 février 2011 | États-Unis                | 2 – 0 | Jamaïque | Catherine Hall Stadium, Montego Bay |                                     |
| 18:00           | Pelosi 10e · Oliver 90+2e |       |          | Arbitrage : Ricardo Arellano Nieves | Arbitrage : Ricardo Arellano Nieves |
| 18:00           | Rapport                   |       |          | Arbitrage : Ricardo Arellano Nieves | Arbitrage : Ricardo Arellano Nieves |

### Match pour la3eplace
| 27 février 2011 | Panama     | 1 – 0 | Jamaïque | Catherine Hall Stadium, Montego Bay            |                                                |
| 16:00           | Browne 36e |       |          | Spectateurs : 1 400 Arbitrage : Luis Hernandez | Spectateurs : 1 400 Arbitrage : Luis Hernandez |
| 16:00           | Rapport    |       |          | Spectateurs : 1 400 Arbitrage : Luis Hernandez | Spectateurs : 1 400 Arbitrage : Luis Hernandez |

### Finale
| 27 février 2011 | Canada  | 0 – 3 a. p. | États-Unis                            | Catherine Hall Stadium, Montego Bay               |                                                   |
| 19:00           |         |             | Smith 92e · Oliver 100e · Koroma 120e | Spectateurs : 1 130 Arbitrage : Enrico Wijngaarde | Spectateurs : 1 130 Arbitrage : Enrico Wijngaarde |
| 19:00           | Rapport |             |                                       | Spectateurs : 1 130 Arbitrage : Enrico Wijngaarde | Spectateurs : 1 130 Arbitrage : Enrico Wijngaarde |

## Qualifiés pour la Coupe du monde 2011
Les quatre équipes qualifiées pour les demi-finales sont automatiquement qualifiées pour la Coupe du monde de football des moins de 17 ans 2011, au Mexique. Par conséquent, les sélections ci-dessous sont qualifiées :
- Canada
- États-Unis
- Jamaïque
- Panama